# Болгария на зимних Олимпийских играх 1980
Болгария принимала участие в Зимних Олимпийских играх 1980 года в Лейк-Плесиде (США) в десятый раз за свою историю, и завоевала одну бронзовую медаль. Это первая зимняя олимпийская медаль Болгарии.

## Бронза
- Лыжные гонки, мужчины — Иван Лебанов.